# Franc Biček
Franc Biček, slovenski partizan, * 5. marec 1910, Prapetno Brdo, † 9. julij 1984, Ljubljana.

## Življenjepis
Franc Biček - Bruno se je rodil v vasi Prapetno Brdo, občina Tolmin, primorskim staršem Andreju Bičku in Marjani Beguš.Med obema svetovnima vojnama je bilo na Primorskem zaradi fašizma veliko Slovencev prisiljeno v konfinacijo na jug Italije oziroma so zbežali v Jugoslavijo (nad 100.000). Zato se je družina Biček leta 1929 preselila v Bosno in Hercegovino (Banja Luka). Franc se je kmalu vrnil v Slovenijo. Imel je brata partizana Henrika Bička. V treh zakonih so se mu rodili štirje otroci.

### V partizanih
Takoj ob nemškem napadu na Jugoslavijo se je pridružil ljubljanskim prostovoljcem, ki so šli branit slovenske meje. V partizane je šel julija 1941 in se je pridružil partizanski četi na Jelovici. Po nemškem napadu na Rovte je formiral Selško četo in bil tri mesece njen komandir, nato je postal komandir Škofjeloške čete do 6. septembra 1942. Slednjo je avgusta 1942 popeljal čez mejo na Primorsko.
Maja 1943 je kot komandant Gorenjskega odreda vodil Jeseniško četo na Koroško. Sodeloval je pri mobilizaciji v partizane in formiral Prešernovo brigado. Zaradi hrabrosti je iz vodnika hitro pridobil naziv komandir čete. Jeseni 1942 postane komandant Cankarjevega bataljona in bil do ustanovitve Prešernove brigade komandir Gorenjskega odreda. Po kapitulaciji Italije (1943) je bil imenovan za komandanta tankovskega odreda za Slovenijo. Iz te enote se je kasneje formirala Jugoslovanska tankovska armija.
Vodil je boje v Dražgošah ter v Poljanski dolini in na Mošenjski planini.
Kot tankist je bil leta 1944 poslan v Egipt (Kairo), kasneje v Italijo (Bari, Rim, Neapelj) in v Grčijo (Solun).
Kot odličen vodja, jezikoslovec in finomehanik je postal ravnatelj tankovske šole in kasneje še ravnatelj avtomobilske šole v Italiji (Gravina in Puglia).
Marca 1945 je bil poslan s kolono vojaških kamionov v Jugoslavijo in se vključil v zadnje boje z Nemci. Osvoboditev je dočakal v Beogradu.
V JLA je bil vse do leta 1956, ko se je upokojil s činom majorja.

### Življenje po upokojitvi
Po letu 1956 se je zaposlil v avtoprevozniškem podjetju, kjer je učil nove kadre. Od leta 1979 je vodil domicilni odbor Cankarjevega bataljona do svoje smrti.
Živel je v Knapah pri Škofji Loki. Umrl je za posledicami prometne nesreče v Kliničnem centru v Ljubljani..